# آلن موریسون
آلن موریسون (انگلیسی: Alan Morrison; ۱۵ اوت ۱۹۲۷ – ۹ مهٔ ۲۰۰۸) فرد نظامی اهل استرالیا بود. وی همچنین برندهٔ جوایزی همچون نشان استرالیا و نشان امپراتوری بریتانیا شده‌است.